# Naturschutzbund Deutschland
Naturschutzbund Deutschland (NABU), Německý svaz ochránců přírody, je nestátní nezisková organizace zaměřená na ochranu životního prostředí.
Založila ji v roce 1899 ve Stuttgartu Lina Hähnle pod názvem Bund für Vogelschutz (Svaz pro ochranu ptactva). V roce 1990 se organizace spojila s východoněmeckým svazem ochránců přírody a přijala stávající název. Působí v patnácti spolkových zemích, výjimkou je Bavorsko, které má partnerskou organizaci Landesbund für Vogelschutz in Bayern. NABU má okolo 200 poboček a více než 700 000 členů, sídlí v Berlíně. Předsedou je Jörg-Andreas Krüger. Společnost se věnuje environmentální výchově, propaguje recyklaci a obnovitelnou energii. Podle zákona má NABU právo účastnit se projednávání zásahů do krajiny, protestovala například proti stavbě mostu přes Fehmarnskou úžinu.
Od roku 1971 organizace vyhlašuje ptáka roku, tato aktivita se rozšířila i do dalších zemí. Vyhlašuje kampaně zaměřené na pozorování ptáků. V Groß Mohrdorfu (Meklenbursko-Přední Pomořansko) zřídila informační centrum o jeřábech. Založila nadaci NABU-Stiftung Nationales Naturerbe, která financuje provoz chráněných oblastí. Zapojuje se do protestního hnutí Wir haben es satt!, požadujícího lepší zacházení s hospodářskými zvířaty. Uděluje také anticenu Dinosaurus roku za poškozování životního prostředí. Působí i v zahraničí, podílí se na iniciativě proti lovu tažných ptáků Migration-unlimited a na projektu ochrany irbisů v Kyrgyzstánu. Je členem mezinárodního sdružení BirdLife International.